# 田面巧二郎
田面 巧二郎（たなぼ こうじろう、1990年12月9日 - ）は、群馬県山田郡大間々町（現・みどり市）出身の元プロ野球選手（投手）。右投右打。

## 経歴

### プロ入り前
1999年に地元の少年野球チームである大間々東小リトルジャイアンツで野球を始める。この時のコーチは、田面が小学校6年生の時、練習試合なども含め年間トータルで約500打席に立ったが、全打席のうち三振は4しかなかったという。また、当時はその打力を買われ、中軸を打っていたという。この頃から「速球派の田面巧二郎君」と東京新聞に書かれるなどしており、速球派として知られた。
高校は、桐生市立商高に進学する。主力投手として活躍し、2008年の3年時の夏は群馬県予選ベスト4まで進出する。甲子園出場経験は無し。
高校卒業後は、社会人野球の日産自動車に入団するも1年目で休部が決まり、翌2010年からJFE東日本に移籍する。社会人4年目の2012年に第83回都市対抗野球大会に出場し、3試合に登板し、チームのベスト4進出に貢献した。
2012年10月25日、プロ野球ドラフト会議で阪神タイガースから3位指名を受け、12月3日に正式に入団が決定した。入団時には球団からは減量を厳命され、それを受けて3Kgの減量を約束している。

### プロ入り後
2013年には、春季キャンプ期間中に一時一軍へ合流したものの、レギュラーシーズンでは一軍昇格の機会がなかった。二軍では、5月7日の育成試合で実戦デビューを果たしたが、以降の13試合（非公式試合を含む）で四死球20個と制球面での課題を露呈。6月中頃から8月中頃までは、実戦から離れて調整に専念していた。実戦復帰後には、非公式戦を含めた8試合の登板で1失点にとどめるなど、投球内容が安定。ウエスタン・リーグ公式戦では、通算8試合の登板で、1勝0敗、防御率2.79という成績を残した。
2014年には、ウエスタン・リーグ公式戦6試合に登板。0勝0敗、防御率8.44という成績にとどまった。入団以来2年連続で一軍公式戦への登板機会がなかったことから、シーズンの終了後には、支配下選手契約から育成選手契約へ移行した。
2015年には、阪神球団がBCリーグの福井ミラクルエレファンツと業務提携を結んだことを背景に、同リーグの前期限定（4月1日から6月30日まで）で福井に派遣。福井でリーグ戦19試合に登板した後に、同じ育成選手の佐村・トラヴィス・幹久と入れ替わる格好で、7月1日から阪神に復帰した。復帰後は、ウエスタン・リーグ公式戦9試合に登板。0勝0敗、防御率4.50という成績を残した。なお、シーズン終了後の11月13日には、育成選手としての再契約で球団と合意している。
2016年には、公式戦開幕直後の4月15日に、支配下登録選手へ復帰。背番号も97に変更した。5月19日の対中日ドラゴンズ戦（甲子園）8回表に、自身と同じ経緯で先に支配下登録選手へ復帰した原口文仁とのバッテリーで一軍デビュー。阪神で育成契約を経験した投手と捕手が、バッテリーを組んで一軍公式戦に出場した事例は、球団史上初めてであった。
2017年のシーズンは1軍昇格なし。2軍のウエスタンリーグでは19試合登板し1勝0敗、防御率4.96であった。10月31日に球団から戦力外通告を受けた。

### 現役引退後
2018年に測量会社トラバースに入社。同社の軟式野球部に入部。その後は地元に戻り、スポーツトレーナーをしながら軟式野球を続けている。

## 選手としての特徴・人物
最速151km/hのストレートとスライダー、フォークを武器とする。このような球速から、入団当初は即戦力として期待されていた。また、藤川球児を彷彿とさせることから、球児2世の呼び声も高い。
その一方で、制球に難があり、JFE東日本監督の青野達也も「好調と不調の波はあるものの、ノビしろは十分」と評している。

## 詳細情報

### 年度別投手成績
| 年 度    | 球 団    | 登 板 | 先 発 | 完 投 | 完 封 | 無 四 球 | 勝 利 | 敗 戦 | セ 丨 ブ | ホ 丨 ル ド | 勝 率 | 打 者 | 投 球 回 | 被 安 打 | 被 本 塁 打 | 与 四 球 | 敬 遠 | 与 死 球 | 奪 三 振 | 暴 投 | ボ 丨 ク | 失 点 | 自 責 点 | 防 御 率 | W H I P |
| -------- | -------- | ----- | ----- | ----- | ----- | -------- | ----- | ----- | -------- | ----------- | ----- | ----- | -------- | -------- | ----------- | -------- | ----- | -------- | -------- | ----- | -------- | ----- | -------- | -------- | ------- |
| 2016     | 阪神     | 4     | 0     | 0     | 0     | 0        | 0     | 1     | 0        | 1           | .000  | 20    | 4.1      | 5        | 0           | 3        | 0     | 0        | 2        | 0     | 0        | 3     | 3        | 6.23     | 1.85    |
| NPB：1年 | NPB：1年 | 4     | 0     | 0     | 0     | 0        | 0     | 1     | 0        | 1           | .000  | 20    | 4.1      | 5        | 0           | 3        | 0     | 0        | 2        | 0     | 0        | 3     | 3        | 6.23     | 1.85    |

### 年度別守備成績
| 年 度 | 投手  | 投手  | 投手  | 投手  | 投手  | 投手     |
| 年 度 | 試 合 | 刺 殺 | 補 殺 | 失 策 | 併 殺 | 守 備 率 |
| ----- | ----- | ----- | ----- | ----- | ----- | -------- |
| 2016  | 4     | 0     | 1     | 0     | 0     | 1.000    |
| 通算  | 4     | 0     | 1     | 0     | 0     | 1.000    |

### 記録
NPB
- 初登板・初ホールド：2016年5月19日、対中日ドラゴンズ12回戦（阪神甲子園球場）、8回表に3番手で救援登板、1回無失点
- 初奪三振：同上、8回表に野本圭から空振り三振

### 独立リーグでの投手成績
| 年 度     | 球 団     | 登 板 | 完 投 | 勝 利 | 敗 戦 | セ 丨 ブ | 勝 率 | 打 者 | 投 球 回 | 被 安 打 | 被 本 塁 打 | 与 四 球 | 与 死 球 | 奪 三 振 | 暴 投 | ボ 丨 ク | 失 点 | 自 責 点 | 防 御 率 | W H I P |
| --------- | --------- | ----- | ----- | ----- | ----- | -------- | ----- | ----- | -------- | -------- | ----------- | -------- | -------- | -------- | ----- | -------- | ----- | -------- | -------- | ------- |
| 2015      | 福井      | 19    | 0     | 0     | 0     | 1        | ----  | 91    | 20.0     | 15       | 0           | 15       | 2        | 15       | 2     | 0        | 11    | 10       | 4.50     | 1.50    |
| 通算：1年 | 通算：1年 | 19    | 0     | 0     | 0     | 1        | ----  | 91    | 20.0     | 15       | 0           | 15       | 2        | 15       | 2     | 0        | 11    | 10       | 4.50     | 1.50    |

### 背番号
- 41 （2013年 - 2014年）
- 116 （2015年 - 2016年途中）
- 97 （2016年途中 - 2017年）
- 30 （2015年） ※福井ミラクルエレファンツでの背番号

### 登場曲
- 「はじまりの合図」ケツメイシ（2013年）
- 「The Man Who Never Lied」Maroon 5（2014年 - 2017年）